# Zumárraga (Filipinas)
Zumárraga es un municipio filipino de quinta clase, perteneciente a la provincia de Sámar, en las Bisayas Orientales.

## Historia
El lugar formó parte del pueblo de Catbalogan hasta 1863, cuando se separó. Hacia el año 1865, cuando ya pertenecía a la provincia de Sámar, tenía contabilizada una población de 4089 habitantes. Aparece descrito en el Estado geográfico, topográfico, estadístico, histórico-religioso, de la santa y apostólica provincia de S. Gregorio Magno (1865) de Félix de Huerta con las siguientes palabras:

ZUMARRAGA. Cuando el año de 1768 se hicieron cargo nuestros religiosos del pueblo de Catbalogan, ya existía una visita del mismo con el nombre de Buad, la cual fué erigida en pueblo por decreto de 13 de Marzo de 1863, dándole el nombre de Zumarraga. Se halla enclavado á los 11° 35' 40" latitud, en terreno llano, sobre la costa O. de una isleta de quien tomó el nombre antiguo, la cual demora entre los 131° 14'40" y los 131° 19' 43" de longidut del meridiano de Cádiz, con 11° 34' 40" hasta los 11° 40' 10" de latitud. Dicha isleta es de figura triangular, avanzando un poco mas su punta N. Está rodeada de otras isletas y por el O. forma un pequeño estrecho con la llamada Parasan, distando de la costa firme de Sámar como dos horas de navegacion. Su clima es cálido por ser la isla bastante montuosa y carcer de buena ventilacion, pero es muy saludable. Se surten de agua de pozo, de buena caliadd. El correo se recibe de la cabecera en dias indeterminados. La Iglesia, con la advocacion del portentoso San Antonio de Pádua, es de tabla, construida bajo la direccion del R. P. Fr. Martin de Yepes, por el año de 1845. Hay un tribunal de tabla y una escuela de primeras letras, dotaad por las cajas de Comunidad. Las casas de que se compone la poblacion son muy pocas, por hallarse la mayor parte esparcidas por toda la isla. Por escasez de religiosos se halla este pueblo á cargo del R. P. Cura de Catbalogan. El término de este pueblo comprende toda la isla de Buad, la cual es bastante montuosa y en sus bosques abundan buenas maderas, muchos cocos, bejucos, cera y caza de toda clase. El terreno cultivado es tan corto que no produce el arroz suficiente para el consumo. Sus naturales se dedican á la poca agricultura, corte de maderas, beneficio del abacá y aceite de coco, y á la pesca, cuyos productos esportan para la cabecera y otros pueblos de la provincia y aun para la de Leite.
(Huerta, 1865, pp. 325-326)

En 2020, tenía censados 16 279 habitantes.